# Grosser Sulzberg
Grosser Sulzberg är ett berg i Österrike.   Det ligger i distriktet Lilienfeld och förbundslandet Niederösterreich, i den östra delen av landet, 80 km sydväst om huvudstaden Wien. Toppen på Grosser Sulzberg är 1 110 meter över havet.
Terrängen runt Grosser Sulzberg är kuperad. Runt Grosser Sulzberg är det ganska glesbefolkat, med 48 invånare per kvadratkilometer.. Närmaste större samhälle är Sankt Aegyd am Neuwalde, 14,1 km öster om Grosser Sulzberg. 
I omgivningarna runt Grosser Sulzberg växer i huvudsak blandskog.